# Gloucester Island nationalpark
Gloucester Island nationalpark är en nationalpark i Australien.   Den ligger i delstaten Queensland, i den östra delen av landet, 1 700 km norr om huvudstaden Canberra. Gloucester Island nationalpark ligger 521 meter över havet. Den ligger på ön Gloucester Island.